# Универсальная память
Универсальная память — перспективное компьютерное устройство хранения данных (компьютерная память), сочетающая в себе быстродействие и возможность большого числа циклов переключений, характерных для оперативной памяти, и энергонезависимость, характерную для внешней памяти (т. е. экономическую выгоду DRAM, скорость SRAM, энергонезависимость флеш-памяти), а также бесконечную надежность и долговечность. 
Такое устройство, если когда-нибудь станет возможным разработать, окажет далеко идущее влияние на компьютерный рынок и может привести к революционным изменениям в вычислительной технике и микроэлектронике.
Компьютеры на протяжении большей части своей недавней истории зависели от нескольких различных технологий хранения данных одновременно в рамках своей работы. Каждый из них работает на том уровне иерархии памяти, где другая уже не подходит. Персональный компьютер может включать в себя несколько мегабайт быстрой, но энергозависимой и дорогой SRAM в качестве кэша ЦП, несколько гигабайт более медленной DRAM для памяти программ, и 128 ГБ — 8 ТБ более медленной, но энергонезависимой флэш-памяти (SSD) или же 1–10 терабайт жёсткого диска для длительного хранения. 

Исследователи стремятся заменить эти разные типы памяти одним типом, чтобы снизить стоимость и повысить производительность. 
Чтобы технология памяти считалась универсальной, она должна обладать лучшими характеристиками нескольких технологий памяти. Для этого ей потребуется:
- работать очень быстро — как кэш SRAM
- поддерживать практически неограниченное количество циклов чтения/записи — как SRAM и DRAM
- сохранять данные на неопределенный срок без использования энергии – как, например, флэш-память и жёсткие диски,
- а также иметь достаточно большой объём для распространенных операционных систем и прикладных программ, но при этом быть доступной по цене (как, например, жёсткие диски).

Последний критерий, вероятно, будет удовлетворен в последнюю очередь, поскольку только эффект масштабного производства снижает затраты.
Создание универсальной памяти – сегодня приоритетная задача для всех ведущих мировых разработчиков и производителей электронных компонентов и вычислительных устройств: Samsung, Toshiba, SK Hynix, Hewlett Packard, Intel, Micron, IBM, Texas Instruments, Panasonic, Sony, Fujitsu, Huawei, SMIC и др. Создание универсальной памяти заявлено как основной приоритет в программах технологического развития США, Южной Кореи, Китая, Японии, Германии, Великобритании, Индии, Финляндии.
Многие типы технологий памяти были исследованы с целью создания практической универсальной памяти. К ним относятся:
- низковольтная энергонезависимая память на основе составных полупроводников (продемонстрирована)[2][3];
- магниторезистивная оперативная память (MRAM) (в разработке и производстве);
- сегнетоэлектрическая оперативная память (FRAM) (в разработке и производстве);
- магнитоэлектронные запоминающие устройства (1970—1980, устарела);
- беговая память (в настоящее время экспериментальная);
- память с изменением фазового состояния (Phase-change memory, PCM)
- память на программируемых металлизированных ячейках (Programmable metallization cell[англ.], PMC)
- резистивная оперативная память (RRAM)
- Nano-RAM
- память на основе мемристоров[4]

Поскольку каждая память имеет свои ограничения, ни одна из них еще не достигла целей универсальной памяти.
Лучше всего финансируются и чаще всего в разработках используются ферроэлектрическая (FRAM) и магниторезистивная (MRAM) типы памяти.
Некоторые сомневаются, что такой тип памяти когда-либо будет возможен; другие же считают что внедрение произойдёт в ближайшие 10–15 лет (через 5–7 лет появятся опытные образцы таких устройств, а через 10–15 лет начнется их массовое производство), с созданием универсальной памяти станет возможной реализация архитектуры вычислительной среды «процессор в памяти» (Processor-in-memory).